# 7. Unterseebootsflottille
A 7. Unterseebootsfllottille (em português: 7ª Flotilha de submarinos) foi fundada no dia 25 de Junho de 1938, sendo conhecida como Unterseebootsflottille Wegener estando sob comando do Korvkpt. Werner Sobe, sendo chamada de 7. Unterseebootsflottille a partir de 1939. A Flotilha foi transferida para St. Nazaire nos anos de 1940/1941. O primeiro submarino da unidade a chegar em St. Nazaire foi o U-46 sob comando do Oblt. Engelbert Endrass no dia 29 de Setembro de 1940.
Muitos submarinos da unidade deixaram a base para se dirigir até a Noruega nos meses de Agosto e Setembro de 1944. Permaneceu somente o U-267, que por sua vez, também deixou St. Nazaire no dia 23 de Setembro de 1944.
Após isto, permaneceu em St. Nazaire somente o U-255 que sofria vários problemas tecnicos. Já no final de guerra, o U-255, sob comando do Korvkpt. Piening deixou minas espalhadas próximo de Les sables d'Olonne no dia 30 de Abril de 1945. O U-255 deixou St. Nazaire no dia 7 de Maio de 1945 e se rendeu 5 dias mais tarde em alto-mar.

## Bases
| Junho de 1938 - Setembro de 1940 | Kiel               |
| Setembro de 1940 - Maio de 1941  | Kiel / St. Nazaire |
| Junho de 1941 - Maio de 1945     | St. Nazaire        |

## Comandantes
| Comandante                  | Data                                 |
| --------------------------- | ------------------------------------ |
| Korvkpt. Ernst Sobe         | Junho de 1938 - Dezembro de 1939     |
| Korvkpt. Hans-Rudolf Rösing | Janeiro de 1940 - Maio de 1940       |
| Kptlt. Herbert Sohler       | Maio de 1940 - Setembro de 1940      |
| Korvkpt. Herbert Sohler     | Setembro de 1940 - Fevereiro de 1944 |
| Korvkpt. Adolf Piening      | Março de 1944 - Maio de 1945         |

## Tipos de U-Boots
| VIIB, VIIC, VIIC/41 e UA |

## U-Boots
Foram designados a 7. Unterseebootsflottille um total de 111 U-Boots durante o seu tempo de serviço:
| U-45, U-46, U-47, U-48, U-49, U-50, U-51        |
| U-52, U-53, U-54, U-55, U-69, U-70, U-71        |
| U-73, U-74, U-75, U-76, U-77, U-88, U-93        |
| U-94, U-95, U-96, U-97, U-98, U-99, U-100       |
| U-101, U-102, U-133, U-135, U-207, U-221, U-224 |
| U-227, U-255, U-265, U-266, U-267, U-274, U-278 |
| U-281, U-285, U-300, U-303, U-310, U-338, U-342 |
| U-358, U-359, U-364, U-381, U-382, U-387, U-390 |
| U-397, U-403, U-406, U-410, U-427, U-434, U-436 |
| U-442, U-448, U-449, U-453, U-454, U-455, U-551 |
| U-552, U-553, U-567, U-575, U-576, U-577, U-578 |
| U-581, U-593, U-594, U-602, U-607, U-617, U-618 |
| U-624, U-641, U-647, U-650, U-662, U-667, U-678 |
| U-702, U-704, U-707, U-708, U-710, U-714, U-751 |
| U-765, U-962, U-969, U-974, U-976, U-980, U-985 |
| U-988, U-994, U-1004, U-1191, U-1192            |
| UA                                              |